# Isepamicin
Isepamicin (cũng là Isepamycin) là một loại kháng sinh aminoglycoside.
Nó đã được cấp bằng sáng chế vào năm 1973 và được chấp thuận cho sử dụng y tế vào năm 1988. Nó đã được Tổ chức Y tế Thế giới xác định là một chất kháng khuẩn cực kỳ quan trọng đối với việc sử dụng của con người.